# Организация экономического сотрудничества
Организация экономического сотрудничества (ОЭС) — региональная межгосударственная экономическая организация стран Центральной Азии и Ближнего Востока.

## История
В 1964 году Ираном, Пакистаном и Турцией создана организация регионального сотрудничества и развития. Организация действовала на основе Измирского договора, подписанного тремя странами учредителями 12 марта 1977 года.
В 1985 году организация регионального сотрудничества и развития была преобразована в ОЭС.
В начале 1990-х годов к организации присоединились Афганистан, Азербайджан 5 центрально-азиатских стран. 
18 июня 1990 и 28 ноября 1992 года Измирский договор был дополнен путём подписания протоколов. 
14 сентября 1996 года странами-членами подписано Измирское соглашение, которое заменило соглашение от 12 марта 1977 года. 

## Общие сведения
Членами ОЭС являются 10 стран.
Штаб-квартира организации расположена в Тегеране.
Членом организации может стать любая страна, географически граничащая с ОЭС, либо разделяющая цели и принципы ОЭС.
Целью организации является создать благоприятные условия для устойчивого экономического развития.
Саммит глав государств или правительств проводится не реже одного раза в 2 года.
С расширения организации в 1992 году по 2025 год проведено 17 саммитов.

## Страны-члены
| №  | Страна       | Дата вступления |
| -- | ------------ | --------------- |
| 1  | Афганистан   | 1992            |
| 2  | Азербайджан  | 3 сентября 1993 |
| 3  | Иран         | 1985            |
| 4  | Казахстан    | 1992            |
| 5  | Киргизстан   | 1992            |
| 6  | Пакистан     | 1985            |
| 7  | Таджикистан  | 1992            |
| 8  | Турция       | 1985            |
| 9  | Туркменистан | 1992            |
| 10 | Узбекистан   | 1992            |

## Структура
ОЭС имеет следующую структуру в соответствии со статьей 5 Устава ОЭС.

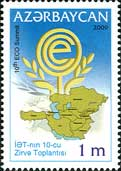
Марка Азербайджана, посвященная 10-му саммиту организации

- Совет министров иностранных дел или уполномоченных представителей в ранге министров стран-членов ОЭС является главным консультативно-исполнительным органом ОЭС. Совет Министров созывается не реже одного раза в год.
- Совет постоянных представителей (СПП) является постоянно действующим органом, ответственным за реализацию политики и решений Совета министров ОЭС. В его состав входят постоянные представители/послы, аккредитованные при Секретариате ОЭС. Заседания СПП проводятся не реже одного раза в месяц.
- Совет регионального планирования (СРП) состоит из руководителей различных государственных органов стран-членов ОЭС или других уполномоченных представителей, действующих от имени правительств и государственных органов этих стран. СРП отвечает за разработку и внесение на рассмотрение Совета Министров программ действий по реализации задач, стоящих перед ОЭС, и собирается не реже одного раза в год.
- Секретариат ОЭС обеспечивает координацию и осуществляет мониторинг деятельности ОЭС, а также принимает непосредственное участие в организации и проведении различных мероприятий в соответствии с утверждённым планом деятельности ОЭС. Штаб-квартира Секретариата расположена в Тегеране.
- Секретариат ОЭС возглавляется генеральным секретарём и состоит из шести специализированных директоратов, курирующих основные направления регионального сотрудничества:

транспорт и коммуникации;
торговля и инвестиции;
энергетика, минеральные ресурсы и окружающая среда;
сельское хозяйство и промышленность;
здравоохранение, образование и культура;
экономические исследования и статистика.
Также, в состав Секретариата ОЭС входят: Координационный орган по контролю над незаконным оборотом наркотических веществ, шесть региональных институтов (Банк торговли и развития, Страховая компания, Судоходная компания, Авиакомпания, Торговая палата и Колледж по страхованию) и три специализированных агентства (Институт культуры, Научный фонд и Консалтингово-инжиниринговая компания). Генеральный секретарь избирается и назначается Советом Министров иностранных дел стран-членов ОЭС сроком на три года.

## Деятельность
До начала 1992 года сотрудничество в рамках ОЭС носило преимущественно двусторонний характер. С 1992 года деятельность ОЭС активизировалась в связи с присоединением 7 новых государств — Казахстана, Азербайджана, Афганистана, Кыргызстана, Таджикистана, Туркменистана и Узбекистана. 
На 50-й сессии Генеральной Ассамблеи ООН в 1995 году принята Резолюция о сотрудничестве с ОЭС. С тех пор ОЭС имеет статус наблюдателя в ООН. ОЭС также имеет статус наблюдателя в Организации исламского сотрудничества.
Во взаимоотношениях стран ОЭС преобладают экономические составляющие и менее выражена политическая направленность. Основные политические и экономические параметры деятельности ОЭС устанавливаются на саммитах глав государств стран-членов ОЭС, проводимых раз в два года согласно Статье 4 Устава ОЭС.
14-й саммит проведён онлайн из-за пандемии коронавируса. Саммит прошёл 4 марта 2021 года. Темой саммита стало региональное экономическое сотрудничество в постковидный период.
На 13-м саммите 1 марта 2017 года участники приняли программу «ECO Vision – 2025».
17-й саммит проведён 4 июля 2025 года в Ханкенди. На 17-м саммите рассматривались вопросы торговли, транспортных коридоров, укрепления региональных связей. Определены приоритеты интеграции транспортных коридоров. Принята итоговая декларация, в которой призвано сократить торговые барьеры, осуществить поддержку трансграничной инфраструктуры, увеличить объемы торговли внутри ОЭС. На июль 2025 года объём торговли внутри ОЭС составляет 8 %.

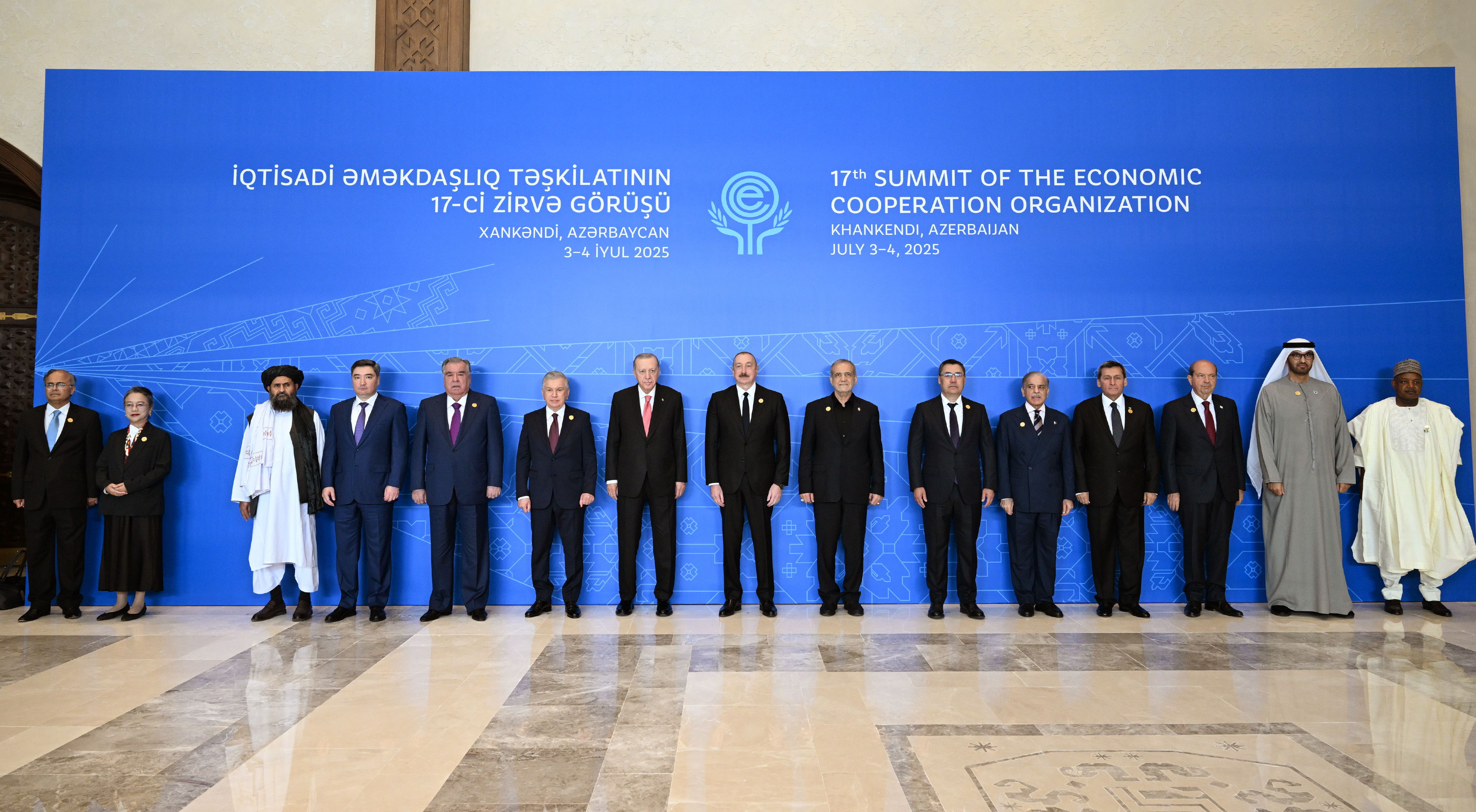
17-й саммит ОЭС
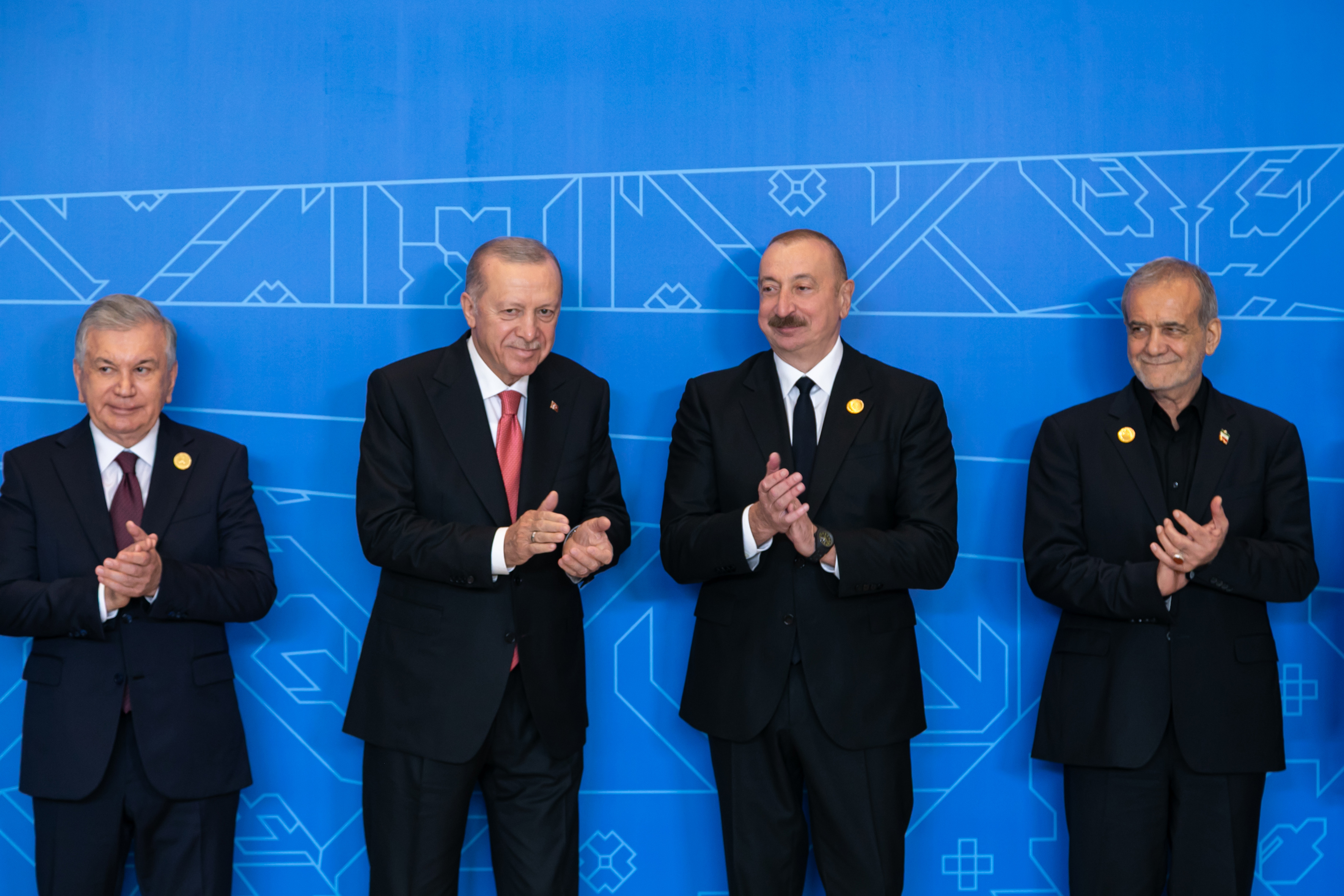
17-й саммит ОЭС
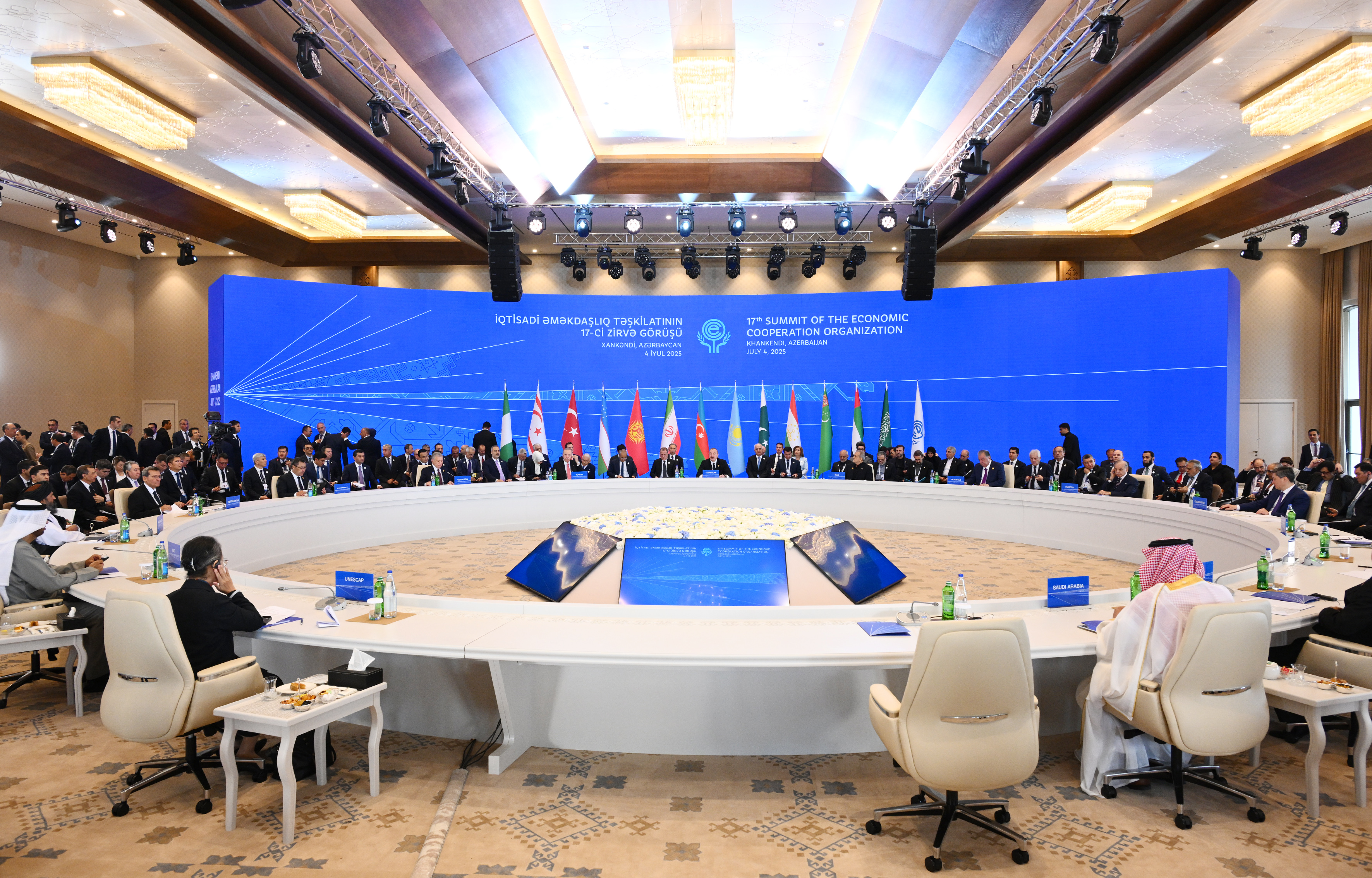
17-й саммит ОЭС

## Саммиты
| №   | Место проведения                            | Дата               |
| --- | ------------------------------------------- | ------------------ |
| 1.  | Тегеран                                     | 16-17 февраля 1992 |
| 2.  | Стамбул                                     | 6-7 июля 1993      |
| 3.  | Исламабад                                   | 14-15 марта 1995   |
| 4.  | Ашхабад                                     | 14-15 мая 1996     |
|     | Ашхабад (внеочередной саммит)               | 13-14 мая 1997     |
| 5.  | Алматы                                      | 11 мая 1998        |
| 6.  | Тегеран                                     | 10 июня 2000       |
| 7.  | Стамбул                                     | 14 октября 2002    |
| 8.  | Душанбе                                     | 14 сентября 2004   |
| 9.  | Баку                                        | 5 мая 2006         |
| 10. | Тегеран                                     | 11 марта 2009      |
| 11. | Стамбул                                     | 23 декабря 2010    |
| 12. | Баку                                        | 16 октября 2012    |
| 13. | Исламабад                                   | 1 марта 2017       |
| 14. | Проведён онлайн из-за пандемии коронавируса | 4 марта 2021       |
| 15. | Ашхабад                                     | 28 ноября 2021     |
| 16. | Ташкент                                     | 9 ноября 2023      |
| 17. | Ханкенди                                    | 4 июля 2025        |